# ウラノセン
ウラノセン（英: Uranocene）は、Fブロック元素とシクロオクタテトラエニドとの化合物で、初めて合成された有機ウラン化合物である。ウラノセンは最もよく研究されているビス[8]アヌレン金属である。

## 合成
ウラノセンは四塩化ウランとシクロオクタテトラエン二カリウムとの反応で初めて合成された。
{\displaystyle {\ce {2K\ + C8H8 -> K2(C8H8)}}}
{\displaystyle {\ce {2K2(C8H8)\ + UCl4 -> U(C8H8)2\ + 4KCl}}}

## 物理的、化学的性質
ウラノセンは常磁性、自然発火性があり、水に対して安定である。η8-シクロオクタテトラエニル基は平面であり、環は10π電子系だと考えられ、2つの環が互いに平行にウラン原子をサンドイッチしている。固体では、ウラノセン分子はD8h対称を与え、溶液中では低いエネルギーで環は回転する。

## ウラン - COT結合
ウラン - シクロオクタテトラエニル結合は研究と議論が続けられている課題である。UV-PESによるとウラノセンの結合は5fと6d軌道が寄与していることが示されている。

## 類似化合物
M(C8H8)を形成する類似化合物には、Mがネオジム、テルビウム、プルトニウム、プロトアクチニウム、ネプツニウム、トリウム、イッテルビウムのものが存在する。空気に対して安定な誘導体、U(C8H4Ph4)2とシクロヘプタトリエニル種の[U(C7H7)2]−も存在する。